# Salto (departament)
Salto – urugwajski departament położony w północno-zachodniej części kraju. Rzeka Urugwaj stanowi zachodnią granicę z argentyńską prowincją Entre Ríos. Ponadto Salto graniczy z następującymi departamentami: od północy z Artigas, na północnym wschodzie z Rivera, na wschodzie z Tacuarembó, a od południa z Paysandú.
Ośrodkiem administracyjnym oraz największym miastem tego powstałego w 1837 r. departamentu jest Salto (drugie co do wielkości miasto w kraju).
Powierzchnia Salto wynosi 14 163 km². W 2004 r. departament zamieszkiwało 123 120 osób, co dawało gęstość zaludnienia 8,7 mieszk./km².